# Equivalència entre massa i energia
L'equació E = mc² enuncia una relació entre l'energia (E) i la massa (m) d'un cos en repòs. Aquesta equació, que es pot deduir dels principis bàsics de la relativitat especial, afirma que quan un cos està en repòs en un determinat sistema de referència, segueix tenint energia en forma de massa, oposant-se a la mecànica newtoniana en la qual no és així. Aquest és el motiu pel qual podem anomenar a la massa «energia en repòs» d'un cos. La E de la fórmula podria veure's com l'energia total del cos, que és proporcional a la massa només quan el cos està en repòs. En paraules l'equació es podria escriure així:
{\displaystyle {\mbox{energia en rep}}\mathrm {\grave {o}} {\mbox{s}}={\mbox{massa}}\,\times \,{\mbox{(velocitat de la llum)}}^{2}}
és a dir, la màxima quantitat d'energia que es pot obtenir d'un objecte és equivalent a la massa de l'objecte multiplicada pel quadrat de la velocitat de la llum.
Cal remarcar que si ens trobem en un sistema de referència on el cos estigui en moviment, l'equació anterior ja no és exacta. De fet, la forma més general de la relació entre massa i energia és:
{\displaystyle E^{2}=m^{2}c^{4}+p^{2}c^{2}\,}
on p és la quantitat de moviment del cos (igual a m·v). Fixem-nos que si el cos està en repòs p = 0 i arribem efectivament a E = m·c². També cal destacar que per al cas de partícules sense massa en repòs, com el fotó, l'equació anterior es redueix a E = p·c.

## Concepte
La fórmula {\displaystyle E=mc^{2}\,} estableix que l'energia d'un cos en repòs (E) es pot calcular com la massa relativista aparent (m) multiplicada per la velocitat de la llum (c = aproximadament 3 × 108 m/s) al quadrat. És a dir, tot cos en repòs amb massa té un tipus d'energia associada (energia en repòs); semblantment qualsevol cosa que tingui energia exhibeix una massa corresponent m donada per la seva energia E dividida per la velocitat de la llum al quadrat c² (de fet, Einstein va plantejar l'equació E=mc² d'aquesta manera, com L/V²). Com que la velocitat de la llum és un nombre molt gran en unitats quotidianes, la fórmula implica que fins i tot un objecte quotidià en repòs amb una quantitat modesta de massa té una quantitat molt gran d'energia intrínseca, per exemple, un protó té una energia en repòs que pot semblar molt poca, però que és força si es té en compte que tota aquesta energia la conté un petit protó. Les transformacions químiques, nuclears i d'una altra energia poden fer que un sistema perdi part del contingut energètic (i per tant una massa corresponent) alliberant-lo per exemple com a llum (radiant) o energia tèrmica; de fet, gràcies a l'equivalència massa-energia ocorren fenòmens com la fissió nuclear o la fusió nuclear (que és responsable de la brillantor del sol). L'equivalència massa-energia va sorgir originalment de la relativitat especial com una paradoxa descrita pel matemàtic Henri Poincaré.
Einstein ho va presentar al seu article «Depèn la inèrcia d'un cos del seu contingut d'energia?», un dels quatre articles Annus Mirabilis d'Einstein publicats a la revista científica Annalen der Physik el 1905. Einstein va ser el primer a proposar que l'equivalència entre massa i energia és un principi general que és real i una conseqüència de les simetries de l'espai i del temps. Una conseqüència de l'equivalència massa-energia és que si un cos és estacionari, encara té alguna energia interna o intrínseca, anomenada energia de repòs, que correspon a la massa en repòs. Quan el cos està en moviment, la seva energia total és més gran que la seva energia de repòs, i, de manera equivalent, la seva massa total (també anomenada massa relativista en aquest context) és més gran que la seva massa en repòs. Aquesta massa en repòs també es diu massa intrínseca o invariant perquè continua sent la mateixa independentment d'aquest moviment, fins i tot per a les velocitats extremes o la gravetat considerada en la relativitat especial i general. La fórmula d'energia de massa també serveix per convertir unitats de massa en unitats d'energia (i viceversa), sense importar quin sistema d'unitats de mesura s'utilitza.
No obstant això, l'equació E=mc² està incompleta, ja que només s'aplica per definir l'energia en repòs, però a l'hora de definir l'energia relativista d'un cos en moviment cal incloure el moment lineal p (p=mv, massa per velocitat); a més, segons l'equació, l'energia en repòs depèn de la massa, per la qual cosa no s'aplica per a partícules sense massa, com ara la llum, que ha de tenir energia. L'equació que resol tots aquests problemes és la versió completa de E=mc², E²=p²c²+m²c⁴, que ens diu que l'energia al quadrat d'un cos és igual al moment lineal al quadrat per la velocitat de la llum al quadrat, més la massa al quadrat per la velocitat de la llum a la quarta. Per a un cos sense massa, l'equació quedaria així: E²=p²c²

## Implicacions
En el context de la teoria de la relativitat especial, la implicació d'aquesta equació és que energia i massa són equivalents i que, per tant, la massa es pot considerar una forma d'energia. Com a conseqüències pràctiques, això va portar a la bomba atòmica i a altres aplicacions menys destructives. Socialment, és una de les equacions més conegudes de tots els temps, ja que forma part de la cultura general. Fins i tot aquells que no en coneixen explícitament el significat, en tenen una idea aproximada.
L'equació va ser ideada per Albert Einstein mentre investigava sobre la dependència de la inèrcia d'un cos amb l'energia que posseeix. La famosa conclusió d'aquesta investigació fou que la massa d'un cos és, de fet, una mesura de l'energia que conté. Per entendre aquesta relació, comparem la força electromagnètica i la força gravitatòria: en electromagnetisme, l'energia està continguda en els camps (elèctric i magnètic) associats a la força i no en les càrregues; en el cas de la gravetat, l'energia està continguda en la materia mateixa. No és coincidència que la massa modeli l'espaitemps, mentre que les càrregues de les altres tres forces fonamentals no.
Aquesta equació va ser crucial en l'obtenció d'energia a partir del nucli atòmic. Mesurant la massa dels diferents nuclis atomics i restant la massa dels protons i neutrons, es pot obtenir una estimació de l'energia d'enllaç disponible en cada nucli atòmic. Això va permetre demostrar no només que es podia alliberar aquesta energia d'enllaç continguda en els nuclis per fusió de nuclis lleugers o fissió de nuclis pesants, sinó que també era possible estimar la quantitat d'energia d'enllaç que s'alliberaria. Cal tenir en compte que la massa dels protons i dels neutrons està encara alli i representen, per tant, una quantitat d'energia.
Si poguéssim transformar completament la massa en energia, un quilogram de massa es transformaria completament en:
- 89.875.517.873.681.764 joules o
- 24.965.421.632 kW·h o
- 21,48076431 megatones de TNT

És important destacar que la conversió completa de massa en energia només és possible teòricament en col·lisions de matèria amb antimatèria. En altres casos es generen subproductes en comptes d'energia, i en conseqüència molt poca massa es transforma en energia.

## Aplicabilitat de l'equació
Normalment l'equació s'aplica a un objecte que no es mou en el sistema de referència on ens trobem. Des d'un altre sistema de referència aquest mateix objecte es pot estar movent, de manera que llavors la relació no serà vàlida, tal com s'ha comentat a la introducció.

### Utilitzant la massa en repòs
Els articles originals d'Einstein (que es poden consultar, per exemple, a fourmilab.ch) es referien a m com el que ara s'anomena la massa relativista. Aquesta està relacionada amb la massa en repòs m0 (és a dir, la massa de l'objecte en el sistema de referència en el que és estacionari) de la següent manera:
{\displaystyle m=\gamma m_{0}={\frac {m_{0}}{\sqrt {1-v^{2}/c^{2}}}}}
Però per a obtenir l'equació E = mc², hem de començar des de l'equació E² = p²c² + m²c4 i fer p = 0, la qual cosa significa que hem d'imposar també v = 0. Això vol dir que ara tenim un cas especial en què l'objecte no s'està movent, i on E² és només igual a m²c4, o E = mc². Només en aquest cas especial té sentit la relació. A qualsevol altra velocitat, hauríem de tornar a posar p²c² a l'equació general.
Si ara posem v = 0 a l'equació 
{\displaystyle m=\gamma m_{0}={\frac {m_{0}}{\sqrt {1-v^{2}/c^{2}}}}}
obtenim m = m0. Llavors, en repòs (a velocitat v = 0), la massa en repòs i la massa relativista són la mateixa quantitat, i l'equació E = mc² es pot escriure com E = m0c²; no hi ha cap diferència, excepte potser, que hauríem de dir que m0 és per a v = 0.
Llavors, utilitzant la massa relativista, l'equació E = mc² s'hauria de reescriure com E = m0c², i no s'aplica als objectes que es mouen a qualsevol velocitat sinó només als que tenen una velocitat zero, perquè la m0 aquí és només per a v = 0, i si v = 0, m = m0.

### Ús modern de la massa en repòs
Els físics moderns no fan servir gaire la massa relativista, en el seu lloc fan servir m per referir-se a la massa en repòs, per tant E = mc² és l'energia en repòs (és a dir, l'energia d'un objecte en repòs) de l'objecte. En aquest cas l'equació només és vàlida per a objectes estacionaris; la forma moderna de l'equació per a un objecte amb qualsevol velocitat és:
{\displaystyle E={\sqrt {p^{2}c^{2}+m^{2}c^{4}}}=\gamma mc^{2}},
on {\displaystyle p=\gamma mv} és el moment relativista de l'objecte. Això es redueix a E = mc² per al cas on la velocitat és zero. A pesar de l'ús modern, per claredat en la resta d'aquest article es fa servir m per la massa relativista i m0 per a la massa en repòs.

## Aproximació a baixa energia
Ja que l'energia en repòs és m0c², i l'energia total és l'energia cinètica més l'energia en repòs, l'energia cinètica relativista és donada per
{\displaystyle E_{\mathrm {cin{\grave {e}}tica} }=E_{\mathrm {total} }-E_{\mathrm {rep{\grave {o}}s} }=\gamma m_{0}c^{2}-m_{0}c^{2}=\left(\gamma -1\right)m_{0}c^{2}}
i a velocitats baixes ha de comportar-se d'acord amb l'expressió clàssica per a l'energia cinètica,
{\displaystyle E_{\mathrm {cin{\grave {e}}tica} }={\frac {1}{2}}m_{0}v^{2}}.
Es veu l'equivalència de les dues expandint γ utilitzant una sèrie de Taylor,
{\displaystyle \gamma ={\frac {1}{\sqrt {1-({\frac {v}{c}})^{2}}}}\approx \left(1+{\frac {1}{2}}\left({\frac {v}{c}}\right)^{2}\right)}.
Afegint això a la nostra equació original,
{\displaystyle E_{\mathrm {cin{\grave {e}}tica} }\approx {\frac {1}{2}}\left({\frac {v}{c}}\right)^{2}m_{0}c^{2}={\frac {1}{2}}m_{0}v^{2}},
per tant tenim que 
{\displaystyle {\frac {1}{2}}m_{0}v^{2}=E_{\mathrm {total} }-E_{\mathrm {rep{\grave {o}}s} }}
o
{\displaystyle E_{\mathrm {total} }=E_{\mathrm {rep{\grave {o}}s} }+{\frac {1}{2}}m_{0}v^{2}},
l'expressió relativística d'energia, que no coincideix amb l'expressió clàssica Newtoniana per l'energia, que només és cinètica. Això mostra que la relativitat és un ordre de correcció superior a la mecànica clàssica i que deixant de banda casos de poca energia o en règim classic, les mecàniques Newtonianes i relativístiques no són equivalents. Llavors què és equivalent? Només l'expressió de l'energia cinètica, no la d'energia total.
Extrapolant la mecànica clàssica a casos molt grans o molt ràpids, Einstein va demostrar que la mecànica clàssica era errònia. En casos més petits o lents, com els que es van fer servir per establir la mecànica clàssica, aquesta mecànica és un subconjunt de la mecànica relativística. Les dues teories només es contradiuen a fora del règim clàssic.

## Einstein i el seu article de 1905
Albert Einstein no va formular exactament aquesta equació al seu article de 1905 titulat «Ist die Trägheit eines Körpers von seinem Energieinhalt abhängig?» («Depèn la inèrcia d'un cos del seu contingut energètic?», publicat a Annalen der Physik el 27 de setembre), un dels articles que pertany al que ara coneixem com els articles de l′annus mirabilis.
L'article diu exactament això: «Si un cos dona l'energia L en forma de radiació, la seva massa disminueix en L/c²», on la radiació en aquest cas és energia cinètica i la massa és el concepte ordinari de massa fet servir en aquella època, el mateix que avui anomenem energia en repòs o massa invariant, depenent del context.
És la diferència en la massa, abans de l'ejecció d'energia i després d'aquesta, el que és igual a L/c², no pas la massa entera de l'objecte.